# ブリット・ボンハールトス
ブリット・ボンハールトス（Britt Bongaerts、1996年11月3日 - ）は、オランダの女子バレーボール選手。オランダ代表。

## 来歴

### クラブチーム
2013年にEurosped TVTへ入団し、プロのバレーボール選手としてのキャリアをスタートさせる。2014/15シーズンはEurospedへ加入しリーグ準優勝した。2015/16シーズンはドイツブンデスリーガのLadies in Black Aachenでプレーした。2016/17シーズンはUSCミュンスターへ移籍し1年間プレーした。2017/18シーズンは再びLadies in Black Aachenでプレーしリーグ4位となり、同シーズンでベストサーバー賞を受賞した。2018年、シュヴェリーンSCへ移籍。2018/19シーズンのブンデスリーガで準優勝、ドイツカップで優勝した。2020年、ポーランドリーグのŁKSコマースコン・ウッチでプレーし、リーグ3位となった。2021年、イタリアセリエA1のWealth Planet Perugia Volleyでプレーした。2022/23シーズンはドイツブンデスリーガのアリアンツ MTV シュトゥットガルトと契約した。

### 代表チーム
2016年にオランダ代表に初選出される。2017年、ワールドグランプリに出場した。2018年には世界選手権ではセカンドセッターとして活躍し4位となった。2019年、欧州選手権、ワールドカップに出場した。2021年の欧州選手権で4位となった。2022年、地元開催の世界選手権では正セッターを務めた。

## 球歴
- 世界選手権 - 2018年、2022年
- ワールドカップ - 2019年
- ネーションズリーグ - 2018年、2019年、2021年、2022年
- 欧州選手権 - 2019年、2021年

## 所属クラブ
- Eurosped TVT（2014-2015年）
- Ladies in Black Aachen（2015-2016年）
- USCミュンスター（2016-2017年）
- Ladies in Black Aachen（2017-2018年）
- シュヴェリーンSC（2018-2020年）
- ŁKSコマースコン・ウッチ（2020-2021年）
- Wealth Planet Perugia Volley（2021-2022年）
- アリアンツ MTV シュトゥットガルト（2022-2024年）
- ガラタサライ（2024年-）